# 衆議院議長公邸
衆議院議長公邸（しゅうぎいんぎちょうこうてい）は、衆議院議長の住居および迎賓施設である。国家公務員宿舎法が設置根拠法になっている。

## 概要
銅板葺の切妻屋根で和洋折衷の作りとなっており、本館、事務棟、居住棟の三棟からなる。
公邸北側入口前には東京女学館遺蹟碑がある。
参議院議長公邸と隣接している。
日本庭園があり、庭園設計は佐々木葉二が担当。

## 副議長公邸
- 衆議院副議長公邸の所在地は東京都港区赤坂8丁目11-40にある。